# James McParland
 (décembre 2008).
Si vous disposez d'ouvrages ou d'articles de référence ou si vous connaissez des sites web de qualité traitant du thème abordé ici, merci de compléter l'article en donnant les références utiles à sa vérifiabilité et en les liant à la section « Notes et références ».
Pour les articles homonymes, voir McParland.
James McParland, né en Irlande le 22 mars 1844 et mort le 18 mai 1919, est un détective privé américain, agent de la Pinkerton National Detective Agency.
Arrivé à New York en 1867, il travaille dans un magasin de vins et spiritueux à Chicago jusqu'au jour où le grand incendie de Chicago de 1871 détruit son entreprise. Il devient alors détective. 
McParland est connu pour sa lutte contre les Molly Maguires, pour son échec à l'encontre des dirigeants de la Fédération de l'Ouest des mineurs, et pour son apparition comme personnage dans La Vallée de la peur.